# Nikky Blond

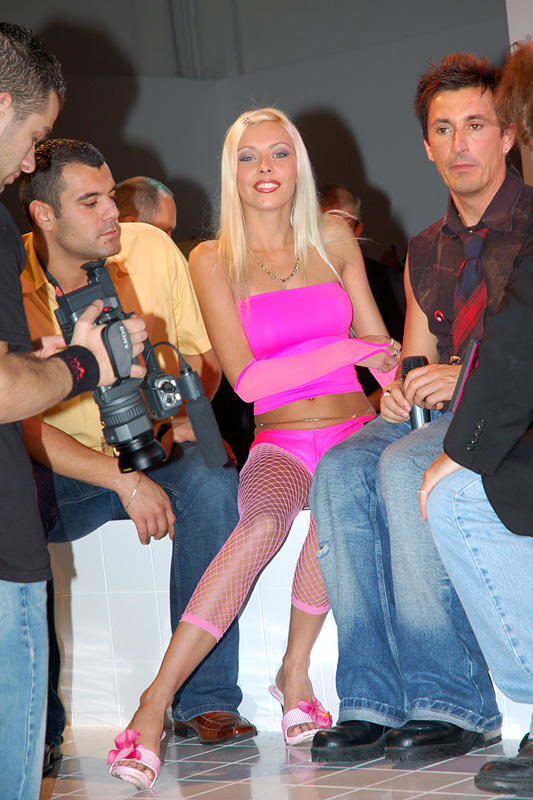
Nikky Blond (mit Conny Dachs), 2005

Nikky Blond (* 9. März 1981 als Marianna Siman in Ungarn) ist eine ungarische Pornodarstellerin. Andere Schreibweisen ihres Namens sind Niki Blond, Nikki Blond, Nicky Blond, Nikki Blonde sowie Kombinationen daraus.

## Leben
Nikky Blond begann im Jahr 1998 ihre Karriere in der Pornoindustrie. Sie kommt aus derselben Schule wie ihre Kollegin Sophie Moone. In den USA machte sie schnell Karriere und errang einige Auszeichnungen. Im Jahr 2004 erhielt sie in Berlin den Venus Award als Beste Darstellerin.
Sie trat in vielen Hochglanz-Produktionen von Michael Ninn unter dem Label Ninn Worx auf. Sie ist auch in Filmen von Evil Angel und Private Media Group zu sehen und hat mit Pierre Woodman gearbeitet.

## Auszeichnungen
- Venus Award 2004 als „Beste Darstellerin – Ungarn“

## Filmografie (Auswahl)
- Carolina Jones and the Broken Covenant (2008)
- Private: X-Girls: The Lost X-Teens (2007)
- The Private Story of Nikky Blond (2005)
- Robinson Crusoe on Sin Island (2005)
- Euroglam Budapest 2: Nikki Blond (2002), Regie: Michael Ninn, erschienen bei Ninn Worx
- Euroglam – An American in Europe Final Chapter (2003), Regie: Michael Ninn
- Catherine (2005), Regie: Michael Ninn, u. a. mit Audrey Hollander, Justine Joli
- After Show Party (DJ Energy) (2004), Regie: Jvo Ganz, Forbidden Media, Dora Venter
- Soloerotica (2003), Regie: Michael Ninn, u. a. mit Shayla LaVeaux, Jenna Haze, Nikita Denise
- Diamond Girl (2004), Regie: Michael Ninn
- Sapphic Liaisons (2005), Regie: Michael Ninn